# Josef Windeck
Josef Joachim Windeck, född 1903 i Rheydt, död i juli 1977 i Mönchengladbach, var en tysk kapo i Auschwitz under andra världskriget. Vid Tredje Auschwitzrättegången 1967–1968 dömdes han till livstids fängelse.

### Webbkällor
- ”Josef Windeck (1903–1977)” (på engelska). Wollheim Memorial. Arkiverad från originalet den 9 juli 2013. https://www.webcitation.org/6HzaEUDin?url=http://www.wollheim-memorial.de/en/josef_windeck_19031977. Läst 9 juli 2013.